# Dianthus chimanimaniensis
Dianthus chimanimaniensis är en nejlikväxtart som beskrevs av Hooper. Dianthus chimanimaniensis ingår i släktet nejlikor, och familjen nejlikväxter. Inga underarter finns listade i Catalogue of Life.